# Берёзовый (Оренбургская область)
Берёзовый — посёлок в Бугурусланском районе Оренбургской области в составе Михайловского сельсовета.

## География
Находится на расстоянии примерно 4 километров по прямой на северо-восток от северо-восточной окраины города Бугуруслан.

## История
Посёлок основан в 1923 году.

## Население
Население составляло 20 человека в 2002 году (русские 60 %), 10 по переписи 2010 года.